# Leucania adjunctoides
Leucania adjunctoides är en fjärilsart som beskrevs av Embrik Strand 1917. Leucania adjunctoides ingår i släktet Leucania och familjen nattflyn. Inga underarter finns listade i Catalogue of Life.